# Clarence P. Dahl
Clarence P. Dahl (* 22. März 1892 in York, Jackson County, Wisconsin; † 23. Oktober 1976 in Bismarck, North Dakota) war ein US-amerikanischer Politiker. Zwischen 1945 und 1961 war er drei Mal  Vizegouverneur des Bundesstaates North Dakota.

## Werdegang
Clarence Dahl besuchte die öffentlichen Schulen seiner Heimat und eine Handelsschule in Winona (Minnesota). Seit 1912 lebte er in der Stadt Jessie in North Dakota, wo er im Handel und als Farmer tätig war. Außerdem war er als Auktionator bekannt. Im Jahr 1948 zog er nach Cooperstown.
Politisch war Dahl seit 1916 aktiv. Damals war er an der Gründung der Nonpartisan League beteiligt, der er bis 1934 angehörte. Dann wechselte er zu den Republikanern. Zwischen 1938 und 1944 gehörte er dem Senat von North Dakota an. 1944 wurde er an der Seite von Fred George Aandahl zum Vizegouverneur seines Staates gewählt. Dieses Amt bekleidete er zwischen 1945 und 1951. Dabei war er Stellvertreter des Gouverneurs und Vorsitzender des Staatssenats. Im Jahr 1950 verzichtete er auf eine Wiederwahl. Stattdessen kehrte er für eine Legislaturperiode in den Staatssenat zurück. Zwischen 1953 und 1957 war er unter Gouverneur Norman Brunsdale erneut Vizegouverneur North Dakotas. 1956 verzichtete er auf eine mögliche Wiederwahl. Im Jahr 1958 wurde er erneut in das zweithöchste Staatsamt gewählt, das er zwischen 1959 und 1961 unter Gouverneur John E. Davis letztmals bekleidete. 1960 bewarb er sich erfolglos um das Amt des Gouverneurs. Anschließend war er vier Jahre lang Direktor des State Laboratories Department. Dann zog er sich in den Ruhestand zurück. Er starb am 23. Oktober 1976 in Bismarck, der Hauptstadt von North Dakota, wo er seit 1960 lebte und auch beigesetzt wurde.